# Политехник (регбийный клуб, Одесса)
«Политехник» — одесский регбийный клуб, основан в 1965 году Бурдо О. Г.. С 2020 года выступает в Суперлиге.

## История
Команда на базе Одесского национального политехнического университета была основана в 1965 году одним из пионеров одесского регби Олегом Григорьевичем Бурдо, который поначалу сам же ее и тренировал. Затем на протяжении долгих лет на тренерском мостике стоял Валерий Дмитриевич Алексеев.
В конце 1990-х годов, после смерти Валерия Дмитриевича, команда распалась и была возрождена к 45-летию регби в ОНПУ в 2009 году.
В 2019 году со стопроцентным показателем побед выиграла высшую лигу чемпионата Украины, а в 2020 году дебютировала в украинской Суперлиге по регби-15 (четвертое место).

## Достижения
В 1971 и 1977 годах клуб завоевывал третье место чемпионата Украины, обладатель кубка Украины1979-80 гг. Также, клуб — чемпион высшей лиги регби-7 Украины 2020 года.
Бронзовый призер чемпионата УССР (1971, 1977).
Обладатель Кубка УССР (1979—1980).
Победитель высшей лиги чемпионата Украины по регби-15 (2009, 2015, 2019).
Победитель высшей лиги чемпионата Украины по регби-7 (2020).
Бронзовый призер высшей лиги чемпионата Украины по регби-15 (2012).
Бронзовый призер Восточно-Европейской Лиги (2015).
Серебряный призер Молодежного чемпионата Украины по регби-15 (2016).